# Alpignano
Alpignano (/alpiɲˈɲano/; Alpignan in piemontese) è un comune italiano di 16 557 abitanti della città metropolitana di Torino in Piemonte, conurbato nell'area metropolitana del capoluogo piemontese.

## Geografia fisica
Alpignano fa parte della bassa val di Susa. Il suo territorio si colloca tra i 280 e i 370 m s.l.m. e ha una superficie destinata a parchi e giardini di 1,98 km². Si trova inoltre su una catena di colline moreniche formatesi durante l'ultima glaciazione, tra i 230 000 e 185 000 anni fa. Fino a pochi anni fa si poteva ammirare un grande masso erratico, sovrastante il Ponte Vecchio, trascinato a valle dai ghiacciai che fu però fatto saltare per costruire una centrale elettrica.

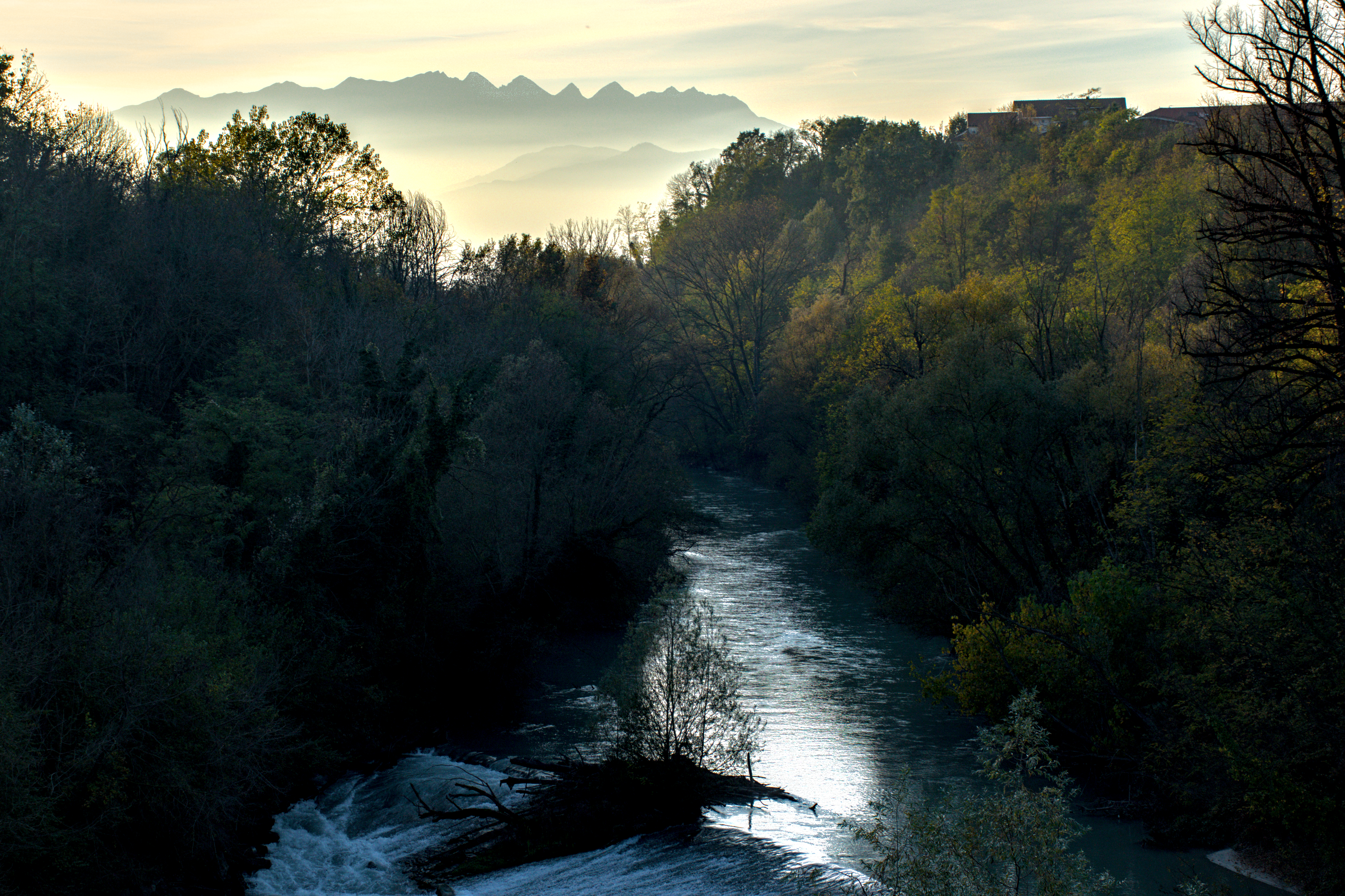
La Dora vista dal ponte Nuovo

La Dora Riparia divide esattamente a metà il territorio comunale. Le due frazioni erano unite da un ponticello (originario dell'epoca romana) ricostruito nel 1736 e largo appena 3,5 metri. Si legge in alcuni documenti che nelle "ore di punta", a mezzogiorno e alla sera, soprattutto d'estate quando i contadini rientravano coi carri agricoli, attraversare il ponte diventava un vero problema. Tale ponte, benché ristrutturato con tecniche moderne, esiste ancora oggi ed è noto con il nome di Ponte Vecchio, ed unisce le due sponde del paese all'altezza del centro storico e della biblioteca comunale, all'interno della quale trova sede l'ecomuseo dedicato all'opera di Alessandro Cruto.
In epoca fascista, tra il 1935 ed il 1936, venne portata a termine la costruzione di un secondo ponte il quale venne inaugurato, per la precisione, il giorno 3 maggio 1936 con la benedizione del parroco locale e una sfilata a cui presero parte le Autorità, la popolazione cittadina e parte della popolazione dei paesi vicini. Quest'ultimo ponte è situato più ad ovest del primo, ed è noto agli alpignanesi con il nome di Ponte nuovo.

## Origini del nome
Il toponimo deriva molto probabilmente dal gentilizio latino Alpinius, termine collegato evidentemente con Alpes. La romana Alpiniarum probabilmente sorse in epoca augustea vicina alla mutatio ad octavum, la stazione di cambio dei cavalli, lungo la ben conosciuta direttrice delle Gallie che attraverso la valle della Dora Riparia e per l'Alpis Matrona (Monginevro), collegava l'Italia con la Gallia Narbonense e attraverso l'Alpis Cotia, (Moncenisio), raggiungeva la Valle dell'Arc. L'origine romana del sito è documentata da diversi reperti archeologici venuti casualmente alla luce nell'aprile 1832 nella regione San Marcello e nel 1891 lungo il percorso della costruenda strada comunale per Pianezza.

## Storia

### L'epoca romana e le epigrafi
Il territorio su cui sorge Alpignano fu abitato in epoca preromana da popolazioni celto-liguri: prima dalla tribù ligure dei Taurini o Taurisci, in seguito dai Galli, infine divenne colonia romana. Durante gli scavi del 1832 sono state rinvenute tombe dal pavimento in mattoni con pareti di pietra lavorata a lastra e coperchi di marmo contenenti frammenti ossei, lucerne fittili, suppellettili, vasi di terra a scodella, e tre epigrafi marmoree studiate e pubblicate dal Mommsen nel Corpus Inscriptionum Latinarum. La più lunga e vetusta di queste riguarda il monumento funebre di Cornelia, liberta di Lucio, di proprietà dell'Istituto missioni della Consolata, è esposta presso la locale biblioteca civica: le altre due sono conservate presso privati.
Secondo lo storico locale, il Cupia, nel 312 d.C. si verificò il primo ed importante conflitto tra gli eserciti di Costantino e Massenzio in lotta per il primato imperiale. Lo storico afferma che i Campi Taurinati, teatro della battaglia sono identificabili nel tratto di pianura a ovest della strada che unisce Rivoli ad Alpignano.

### Dal Medioevo in poi
Dopo il periodo romano non si hanno più notizie del luogo fino al 1007, quando secondo alcuni documenti, avviene la sua cessione da parte del vescovo Gesone di Torino al conte francese Ugone di Montboissere. Nel 1047, grazie ad un diploma dell'imperatore Enrico IV diretto ai canonici del Capitolo di Torino, confermava loro una serie di diritti e privilegi, ed anche il possesso del castello con la cappella e la Chiesa di Santa Maria d'oltre Dora. Nel secolo successivo il potere del vescovo di Torino si accrebbe ingerendosi anche nei possedimenti che il Capitolo vantava in Alpignano, così come è documentato in un atto del 9 giugno 1170 nel quale alcuni uomini di Alpignano, Anselmo, Ottone ed Evradro, offrivano al vescovo Milone di Torino ogni loro allodio, ossia terre da loro liberamente possedute, per poi riceverle nuovamente in feudo. Questi si impegnavano ad andare a vivere nel feudo vescovile e a costruirvi le loro case. Dal documento si evince che era il vescovo di Torino a possedere la giurisdizione sulla località.
 A quel tempo altri enti ecclesiastici vantavano diritti sulla località, tra i quali troviamo i potenti monaci della abbazia di San Michele della Chiusa, San Pietro della Novalesa, l'abbazia di Rivalta e la lontana Nonantola: tutti comunque ebbero possessi, privilegi e beni.

### I Conti di Savoia e la loro dominazione
Tra i primi vassalli dei vescovi torinesi troviamo i Di Alpignano e gli Arpino, che furono devoti al loro signore anche quando le sorti dell'episcopato torinese iniziarono a declinare a causa dell'affermazione verso la metà del XIII secolo della dominazione dei conti di Savoia. Nel 1294, Amedeo V di Savoia cedette Alpignano e i domini del Piemonte da Rivoli in giù, al nipote Filippo I, divenuto successivamente, per via matrimoniale, principe d'Acaia. Alpignano passò così sotto la dominazione del principe d'Acaia che all'inizio del XIV secolo governò il territorio con un suo rappresentante: il castellano. Il primo fu Guglielmo di Montbel, signore d'Entremont. Fino al 1º febbraio 1337 Alpignano fu una castellania, quando Giacomo d'Acaia investì sul luogo, assieme a San Gillio, un discendente di Guglielmo di Montbel, a ricompensa dei servizi prestatigli.
 La signoria dei Montbel durò per più di 200 anni. L'ultimo di loro, Carlo, si adoperò con forza per garantire al suo principe, il duca Emanuele Filiberto, la fedeltà del popolo nel difficilissimo periodo che vide il Piemonte occupato dagli eserciti della Francia con il duca impegnato a combattere nelle Fiandre al servizio dello zio, l'imperatore Carlo V.

### Dalla pace di Cateau-Cambrésis in poi
Nei primi anni del XV secolo venne eretta la parrocchia intitolata a San Martino di Tours (edificio che in seguito a numerose riduzioni è ora la cappella dei Caduti). Nel 1559, Carlo di Montbel moriva privo di eredi. Emanuele Filiberto cede in feudo Alpignano assieme ai territori di Frossasco e San Secondo di Pinerolo ad Andrea Provana dei signori di Leinì, a cui è attribuibile la ricostruzione del castello, sui resti di precedenti edifici medioevali. Il Provana rafforzò il suo diritto di godere del feudo, contro ogni possibile rivendicazione da parte degli eredi degli antichi possessori, sposando Caterina Spinola vedova di Carlo di Montbel. Il Provana apparteneva a una delle più antiche, illustri e ramificate famiglie nobili piemontesi; partecipò con Emanuele Filiberto I di Savoia alla difesa di Nizza, attaccata dal corsaro Aruj Barbarossa nel 1543, e alle guerre di Carlo V in Germania, Fiandra e Piccardia. Dopo la pace di Cateau-Cambrésis ritornò in patria con il duca e organizzò una piccola marina da guerra per contrastare le incursioni dell'Impero ottomano e dei Corsari barbareschi. Il suo nome però passerà alla storia per aver partecipato, in qualità di ammiraglio delle galere sabaude alla battaglia di Lepanto nel 1571. In questo scontro vittorioso il Provana subì una profonda ferita alla testa, ma nonostante i postumi del colpo lo obbligassero a letto, a distanza di due giorni dal grandioso avvenimento, redasse la più lunga relazione sulla battaglia, la più importante che si conosca. Fu insignito del titolo di Cavaliere nell'Ordine del Collare e poi di Grande ammiraglio dell'Ordine Mauriziano.
Tra il 1686 e il 1698 fu costruita la nuova sede parrocchiale che fu trasferita nel 1807. Nello stesso anno la torre d'entrata del castello divenne la torre campanaria della nuova vicina parrocchiale.
Morto l'ultimo erede dei Provana nel 1799 (altre fonti affermano il 1798), il castello passò al demanio, e venne quindi venduto dai francesi nel 1804 all'avvocato Paroletti, interessato a demolirlo in quanto circolava nel paese la leggenda di un tesoro nascosto; il Paroletti lo cedette alla famiglia Riberi, che a sua volta, nel 1944, lo cedette all'Istituto Missioni Consolata.
Nel 1886 sulla riva destra della Dora nasce la "Società italiana di elettricità sistema Cruto", fabbrica per la produzione di lampade elettriche con filamento in carbonio, fondata da Alessandro Cruto. L'attività legata alla produzione di lampade elettriche si ingrandì e cambiò più volte proprietà, passando prima alla Edison Clerici e poi, nel 1927, alla Philips.
Nel 1957 Alberto Tallone, già libraio antiquario e stampatore a Parigi, apre ad Alpignano la stamperia Tallone dove produce, a mano, edizioni rare e pregiate di opere classiche.

### Simboli
Lo stemma è stato riconosciuto con decreto del capo del governo del 13 novembre 1934.
Il gonfalone, concesso con
D.P.R. del 31 gennaio 1980, è un drappo troncato di verde e di bianco.

## Monumenti e luoghi d'interesse

### Il Castello, la piazza, la Torre

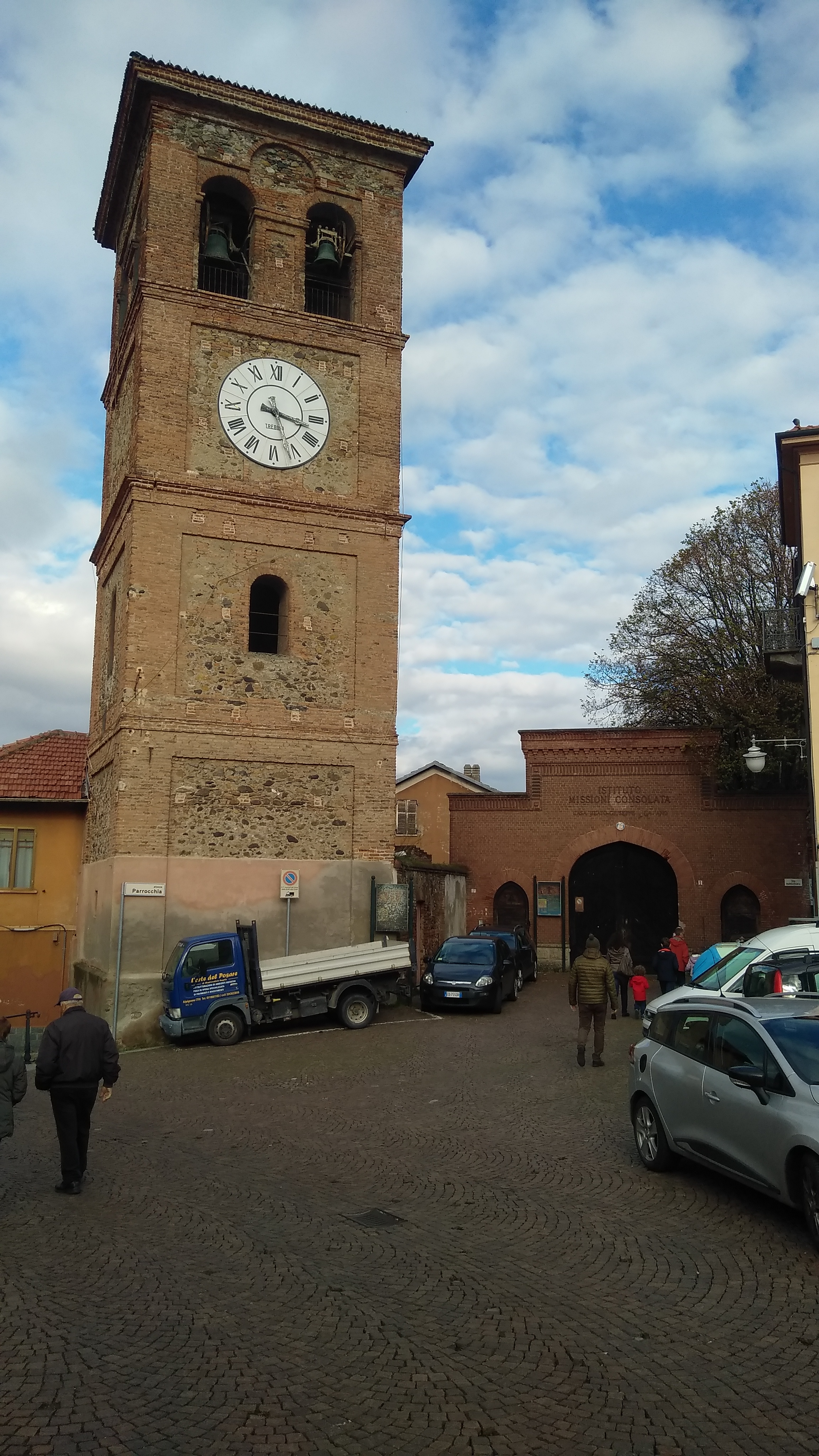
La torre campanaria

All'ingresso del "Castello" possiamo trovare la piazza della Parrocchia, l'antica "Piazza del Ballo", centro nevralgico del borgo medioevale, un tempo circondato da mura. Nei pressi si può trovare la "Torre", risalente al Trecento, imponente costruzione in cotto, poi adattata nel XVIII secolo a campanile. Nella cella campanaria si trovano 3 campane in Sol3, ancora manuali e suonate a corda. È presente solo l’elettrobattente sulla campana maggiore.

### La parrocchiale di San Martino di Tours
L'attuale parrocchiale di San Martino di Tours è rifacimento di una chiesa del secolo precedente, venne edificata nel 1695 grazie al potente influsso della Confraternita di Santa Croce, ma soltanto nel 1807 fu restaurata e ampliata e convertita in parrocchia. Al suo interno sono conservate pregevoli opere artistiche, fra le quali una Madonna, opera di Stefano Maria Clemente, ed un Crocifisso in legno del XVIII secolo, realizzato dallo scultore Carlo Giuseppe Plura, il paliotto d'altare in stuccoforte del XVIII secolo, ed altre. La chiesa è dotata di un organo a canne a trasmissione mista, che è stato costruito nel 1903 da Achille Baldi.

### La cappella di San Sebastiano
Nel borgo omonimo è situata la cappella di San Sebastiano, dedicata anche ai santi Grato e Rocco, la cui origine è antecedente il XVII secolo. Nel 1630 durante il periodo della peste i superstiti capi famiglia di Alpignano si radunarono in questa chiesa e fecero solenne voto a nome della comunità di celebrare una serie di funzioni religiose allo scopo di liberare il paese dall'epidemia.

### Le altre chiese e il Ponte Vecchio

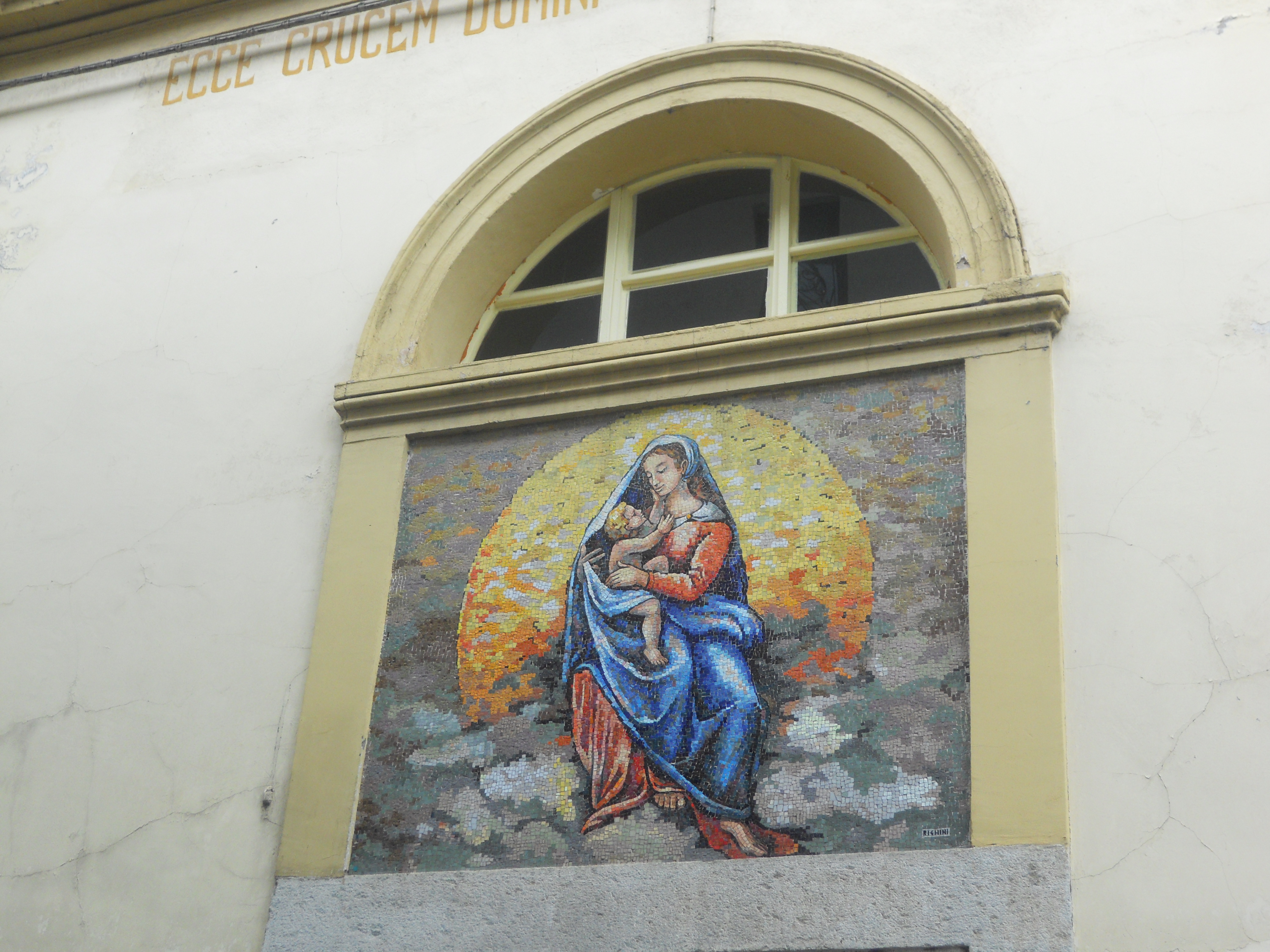
Immagine della Madonna del Ponte sulla Chiesa omonima

La piccola chiesa di San Giuseppe, in stile barocco, venne edificata nel 1769. La cupola presenta un'evidente influenza borrominiana, ma è stilisticamente attribuibile a un architetto dell'area del Vittone.
Come testimoniato da documenti dell'XI secolo, si trova l'antichissima e piccola chiesa di Santa Maria del Ponte, nel corso del tempo più volte rimaneggiata. Venne edificata per la salvaguardia dei viandanti e si trova quasi a picco sulla Dora, nei pressi del "Ponte Vecchio", anch'esso più volte soggetto a ricostruzioni. Grazie alla sua strategica posizione fu spesso al centro di eventi bellici, come nel 1690 quando venne fatto saltare per impedire all'esercito francese di entrare ad Alpignano per poi dilagare verso Torino. Nel 1936 fu costruito poco distante il "Ponte Nuovo", ad un'arcata singola, in cemento armato.

### Cappella dei Caduti
La Cappella dei Caduti si trova nella piazza omonima ed è databile intorno al 1031, con l’intitolazione a San Martino e poi anche a Sant’Antonio Abate. Fino al 1868, annesso alla cappella vi era un cimitero.
 L’edificio si presenta come una chiesetta in stile romanico, la cui parte più antica è rappresentata dal campanile, mentre la cappella laterale è caratterizzata da arcate a sesto acuto che poggiano su pilastri cilindrici.  Dal 1925 la chiesetta è un monumento commemorativo ai caduti alpignanesi della Grande Guerra.

### Via Francigena
Per il concentrico di Alpignano passa la Via Francigena, ramo del Moncenisio, dirigendosi successivamente verso Collegno e poi Torino, lungo la direttrice di Corso Francia.

## Società

### Evoluzione demografica
A partire dal 1961 ad oggi, la popolazione residente si è quasi triplicata.
Abitanti censiti

### Etnie e minoranze straniere
Secondo i dati Istat al 31 dicembre 2017, i cittadini stranieri residenti ad Alpignano sono 891, così suddivisi per nazionalità, elencando per le presenze più significative:
1. Romania, 438
2. Ghana, 45
3. Nigeria, 44
4. Gambia, 41
5. Marocco, 37
6. Guinea, 33
7. Costa d'Avorio, 31
8. Senegal, 24
9. Mali, 21

## Cultura

### Eventi

#### Paliodij Cossòt
San Giacomo si festeggia il 25 luglio. In questa occasione si corre il Palio dij Cossòt lungo le vie del centro storico, in occasione del quale quattro rappresentanti dei rispettivi borghi del paese si sfidano in una corsa per le vie del centro storico portando a spalle delle zucche cave piene d'acqua: il vincitore sarà decretato in base all'ordine d'arrivo e al volume d'acqua risparmiato.
 Proprio la statua del santo patrono, che lo vede portare con sé un bastone da passeggio con appese alcune zucche, ha fatto sì che un tempo gli alpignanesi venissero chiamati, dagli abitanti dei paesi vicini, mangia cusot (tradotto dal piemontese: mangiatori di zucche).

### Biblioteca
Ad Alpignano è presente dal 1965 la biblioteca "Caduti per la libertà", in onore del sacrificio dei combattenti partigiani. Dal 1996 è situata in un'ex-fabbrica di lampadine posseduta da Alessandro Cruto, rinnovata nel 2017 per ampliare lo spazio multimediale e dedicato ai ragazzi.

## Economia

### La "città delle lampadine"
Verso la fine del XIX secolo il comune fu sede di una radicale trasformazione con un notevole impulso all'industrializzazione. Nel 1885 fu edificata, su un'area precedentemente occupata dai mulini del conte Revelli e su parte del greto della Dora, la prima fabbrica di lampadine a incandescenza, la Società Italiana di Elettricità Sistema Cruto. Con pochi mezzi, ma con l'utilizzo di geniali strumenti da lui inventati, Alessandro Cruto riuscì ad ottenere lamine di carbonio omogenee in grado di sostituire il bambù carbonizzato, fino ad allora adottato, come filamento per le lampadine.
Nel 1927 la Philips rilevò la fabbrica, iniziando una produzione di massa, che segnò il destino industriale di Alpignano, vocazione ulteriormente consolidatasi nel dopoguerra con la creazione di nuove industrie, soprattutto meccaniche.

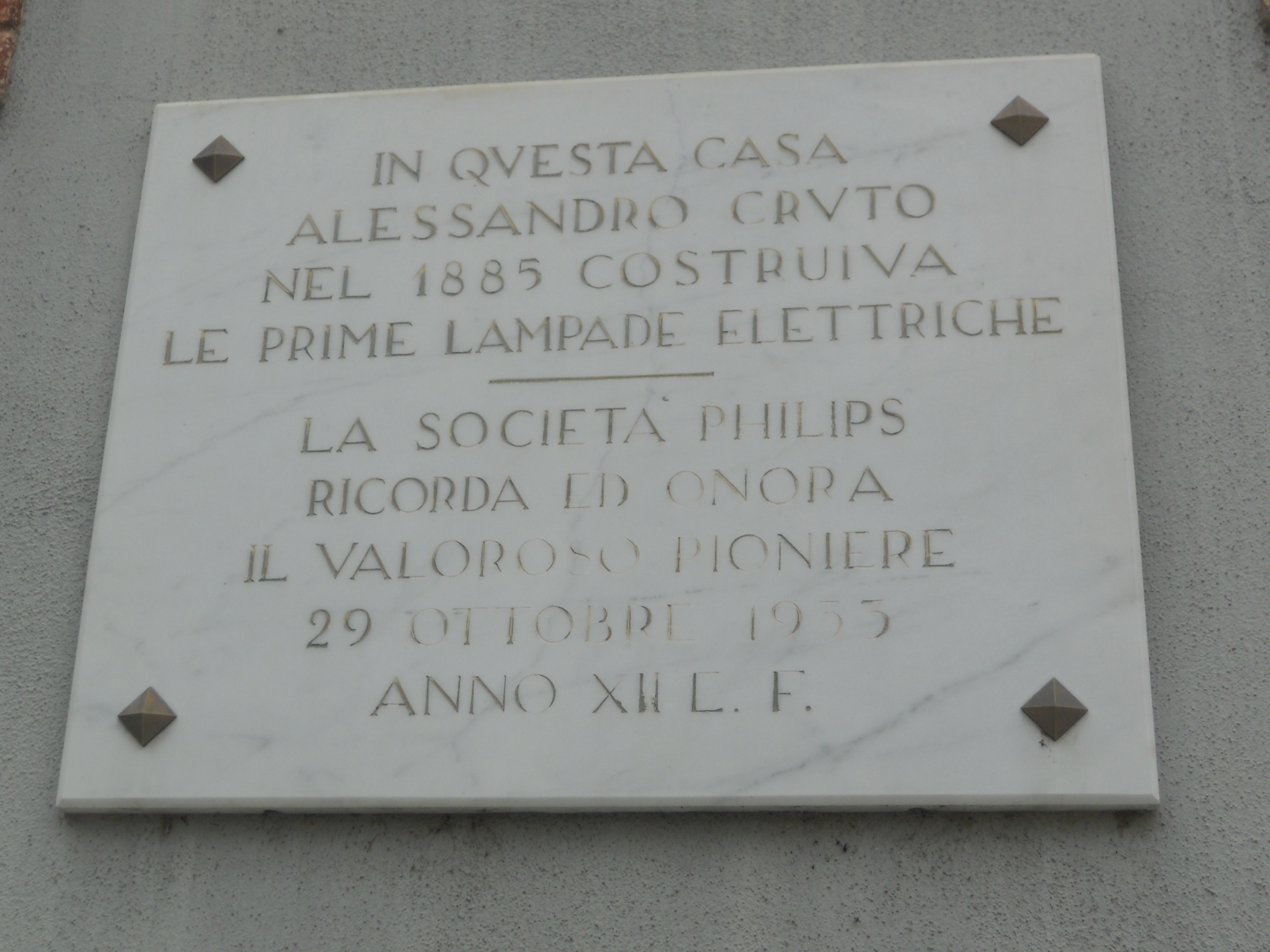
Targa dedicata ad Alessandro Cruto ad Alpignano

Il 10 maggio 1933 viene collocata sulla facciata del Dopolavoro Philips una lapide per ricordare che in quello stesso locale, nel 1885, venivano fabbricate le prime lampade elettriche d'Italia, grazie all'ingegno e alla ferrea volontà di Alessandro Cruto.
Ora sul territorio comunale sono presenti attività industriali legate principalmente al settore metalmeccanico e meccanico, oltre che a quello agricolo. Con l'aumento esponenziale della popolazione si è resa necessaria la costruzione di nuove case che hanno dato luogo alla formazione di nuovi quartieri: l'elegante Belvedere, verso Rivoli, ed altri, come il quartiere Sassetto, verso Pianezza.
 Negli ultimi anni Alpignano ha subito una forte diminuzione della sua attività industriale, dovuto soprattutto al ridimensionamento attuato dalla Philips ed alla chiusura, nel 2006, di quella che fino ad allora era rimasta la maggiore fabbrica del territorio alpignanese, la Borgo.

## Infrastrutture e trasporti
Alpignano è attraversata in direzione est-ovest dalla Strada Statale 24 che collega Torino con il Colle del Monginevro.
Il paese è servito dalla linea ferroviaria Torino-Modane e dalle linee di autobus GTT nº 32 e 36/N, nonché da alcune linee della ditta di autotrasporti Gherra, che collegano il comune con i comuni limitrofi di Valdellatorre, Givoletto e Condove.

## Amministrazione

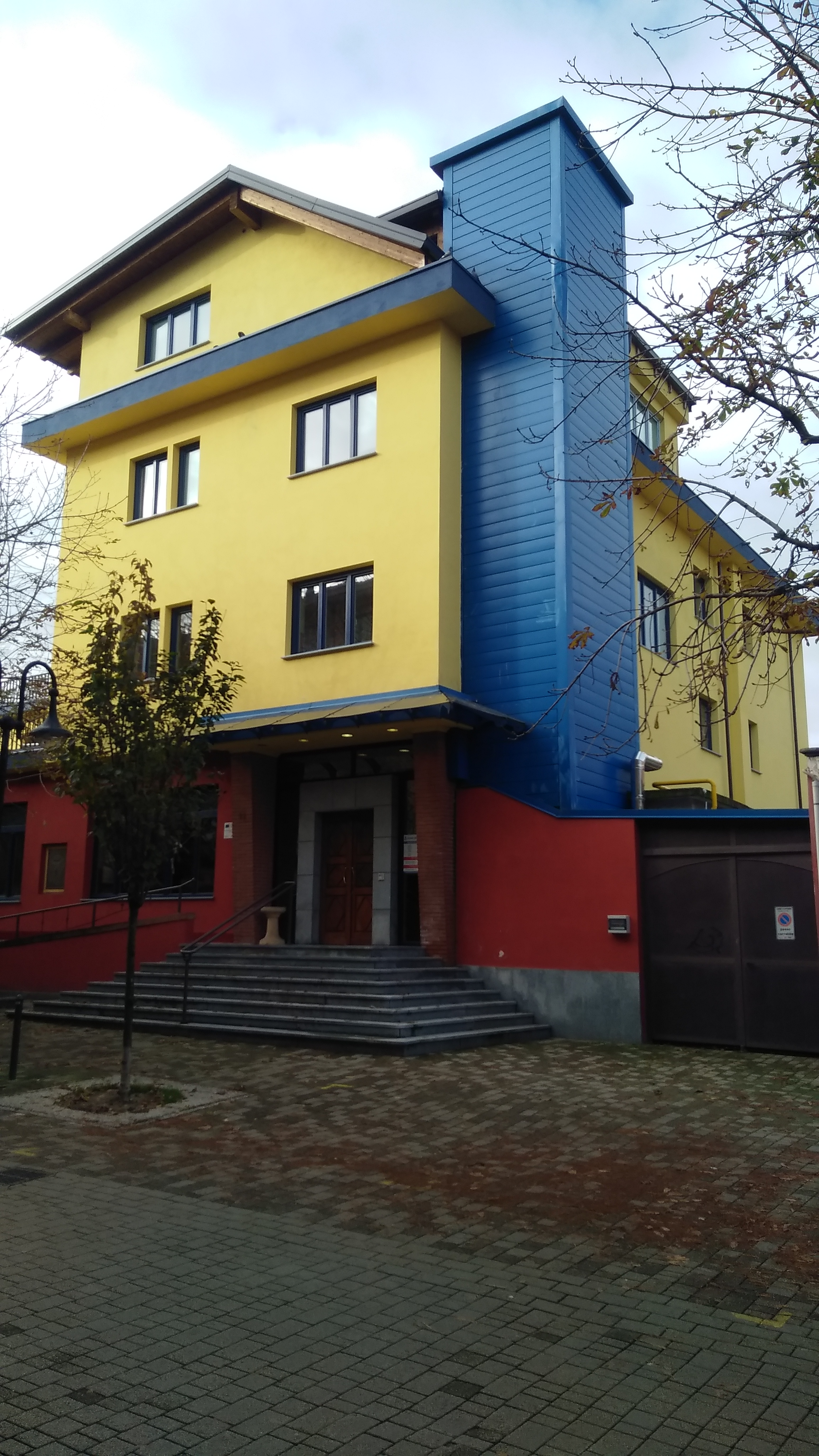
Il municipio

| Periodo           | Periodo          | Primo cittadino          | Partito                                     | Carica                    | Note          |
| ----------------- | ---------------- | ------------------------ | ------------------------------------------- | ------------------------- | ------------- |
| 26 aprile 1945    | 30 marzo 1946    | Emilio Chiri             | Coalizione di Sinistra                      | Sindaco                   | [ 16 ]        |
| 31 marzo 1946     | 22 giugno 1951   | Emilio Chiri             | Coalizione di Sinistra                      | Sindaco                   |               |
| 23 giugno 1951    | 3 agosto 1951    | Aldo Gurlino             | Coalizione di Centro-sinistra               | Sindaco                   |               |
| 4 agosto 1951     | 16 giugno 1956   | Teresio Conti            | Coalizione di Sinistra                      | Sindaco                   |               |
| 17 giugno 1956    | 6 novembre 1960  | Teresio Conti            | Coalizione di Sinistra                      | Sindaco                   |               |
| 7 novembre 1960   | 6 febbraio 1965  | Teresio Conti            | Coalizione di Sinistra                      | Sindaco                   |               |
| 7 febbraio 1965   | 25 gennaio 1968  | Teresio Conti            | Coalizione di Sinistra                      | Sindaco                   |               |
| 26 gennaio 1968   | 12 giugno 1970   | Giuseppe Bertoli         | Coalizione di Centro-sinistra               | Sindaco                   |               |
| 13 giugno 1970    | 21 luglio 1975   | Ernesto Cullino          | Coalizione di Centro-sinistra               | Sindaco                   |               |
| 22 luglio 1975    | 11 giugno 1980   | Ernesto Cullino          | Coalizione di Centro-sinistra               | Sindaco                   |               |
| 12 giugno 1980    | 9 settembre 1985 | Emanuele D'Angella       | Coalizione di Centro-sinistra               | Sindaco                   |               |
| 10 settembre 1985 | 25 giugno 1990   | Valeria Galliano         | Coalizione di Centro-sinistra               | Sindaco                   |               |
| 26 giugno 1990    | 25 febbraio 1991 | Valeria Galliano         | Coalizione di Centro-sinistra               | Sindaco                   |               |
| 26 febbraio 1991  | 6 maggio 1995    | Giuseppe Accalai         | Coalizione di Centro-sinistra               | Sindaco                   |               |
| 7 maggio 1995     | 2 febbraio 2004  | Giuseppe Accalai         | Coalizione di Centro-sinistra               | Sindaco                   | [ 17 ] [ 18 ] |
| 3 febbraio 2004   | 26 giugno 2004   | Romilda Tafuri           |                                             | Commissario straordinario | [ 19 ]        |
| 27 giugno 2004    | 23 maggio 2006   | Gian Luca Pinzi          | Coalizione di Centro-sinistra               | Sindaco                   | [ 20 ] [ 21 ] |
| 24 maggio 2006    | 11 giugno 2007   | Sergio Andreotti         | Coalizione di Centro-sinistra               | Vicesindaco               | [ 22 ]        |
| 12 giugno 2007    | 16 febbraio 2011 | Sergio Andreotti         | Coalizione di Centro-sinistra               | Sindaco                   | [ 22 ]        |
| 17 febbraio 2011  | 29 maggio 2011   | Silvana Elena Coviello   |                                             | Commissario straordinario | [ 23 ]        |
| 30 maggio 2011    | 20 giugno 2016   | Gianni Da Ronco          | Sinistra Ecologia Libertà (SEL)             | Sindaco                   | [ 24 ]        |
| 20 giugno 2016    | 28 dicembre 2019 | Andrea Oliva             | Lista civica Il laboratorio delle idee      | Sindaco                   |               |
| 29 dicembre 2019  | 4 ottobre 2020   | Paolo Accardi            |                                             | Commissario straordinario |               |
| 5 ottobre 2020    | in carica        | Steven Giuseppe Palmieri | Lista civica Facciamo squadra per Alpignano | Sindaco                   |               |

### Gemellaggi
Alpignano è gemellata con:
- Fontaine;

ed è legata con patti di amicizia e rapporti di collaborazione con le città di:
- Białogard;
- Gourcy;
- Montana;
- Smalcalda

## Sport
- Alpignano dispone di un centro sportivo e di diversi impianti dedicati alle varie discipline, tra cui un campo di tiro con l'arco e il campo da calcio “Salvador Allende”, campo di casa dell'U.S.D. Alpignano